# Porcellio explanatus
Porcellio explanatus är en kräftdjursart som beskrevs av Walter E. Collinge1915. Porcellio explanatus ingår i släktet Porcellio och familjen Porcellionidae.

## Underarter
Arten delas in i följande underarter:
- P. e. troglophilia
- P. e. catalaunica